# 906. pr. Kr.
◄ | 11. stoljeće pr. Kr. | 10. stoljeće pr. Kr. | 9. stoljeće pr. Kr. | ►
◄ | 930-ih pr. Kr. | 920-ih pr. Kr. | 910-ih pr. Kr. | 900-ih pr. Kr. | 890-ih pr. Kr. | 880-ih pr. Kr. | 870-ih pr. Kr. | ►
◄◄ | ◄ | 909. pr. Kr. | 908. pr. Kr. | 907. pr. Kr. | 906 pr. Kr. | 905. pr. Kr. | 904. pr. Kr. | 903. pr. Kr. | ► | ►►
Astronomija

## Događaji
- Na izraelsko prijestolje dolazi Baša, ubivši prije toga kralja Nadaba.